# 무로쓰 하야토
무로쓰 하야토(일본어: 室津 颯斗, 2000년 4월 12일~)는 일본의 축구 선수이다.

## 구단 경력
그는 J1리그의 세레소 오사카에 입단했다. 2018년 J3리그의 세레소 오사카 U-23에서 뛰었다.